# Armani Moore
Armani Moore (Kennesaw, Georgia, 25 de marzo de 1994) es un jugador de baloncesto estadounidense que pertenece a las filas del Eisbären Bremerhaven de la ProA (Basketball Bundesliga). Mide 1.93 metros de altura y ocupa la posición de alero.

## Biografía
Se formó como jugador en la Tennessee Volunteers de la NCAA. Tras no ser drafteado en el draft de 2016, jugaría la liga de verano con Indiana Pacers, antes de emprender su primera como experiencia profesional en Polonia, en concreto en las filas del Stelmet Zielona Góra.
En las filas del Stelmet Zielona Góra disputaría la temporada 2016-17.
En la temporada 2017-18, se marcha a Alemania para jugar en el EWE Baskets Oldenburg de la Basketball Bundesliga.
En la temporada 2018-19 firma por los New Zealand Breakers de Nueva Zelanda y acabaría la temporada en las filas del Eisbären Bremerhaven.
En la temporada 2019-20 comenzaría jugando en Polonia en el Asseco Prokom Gdynia y acabaría regresando al EWE Baskets Oldenburg.
En la temporada 2020-21, firma por Start Lublin en el que juega 13 partidos y en noviembre de 2020 firma por el Stal Ostrów Wielkopolski.
En enero de 2021, regresa al Eisbären Bremerhaven, para disputar la ProA (Basketball Bundesliga).